# Дуронья
Дуронья (італ. Duronia) — муніципалітет в Італії, у регіоні Молізе,  провінція Кампобассо.
Дуронья розташована на відстані близько 170 км на схід від Рима, 20 км на північний захід від Кампобассо.
Населення — 424 особи (2014).

## Демографія
Населення за роками:

Станом на 1 січня 2023 року в муніципалітеті офіційно проживало 11 іноземців з 3 країн, серед них 1 громадянин країн Євросоюзу та 1 громадянин України.

## Сусідні муніципалітети
- Баньолі-дель-Тріньо
- Чивітанова-дель-Санніо
- Фрозолоне
- Молізе
- П'єтракупа
- Торелла-дель-Санніо